# Château de Pouilly
Le château de Pouilly est situé sur la commune de Solutré-Pouilly en Saône-et-Loire, à flanc de pente, au milieu des vignes, dominant le village et un vaste paysage.

## Description
Au-delà d'une porte cochère en anse de panier, accostée d'une porte piétonne en plein cintre, manifestement remontées au XIXe siècle, le manoir se présente sous la forme d'un gros pavillon de plan carré sous un toit brisé de tuiles plates, flanqué, dans le même alignement, de deux ailes basses couvertes de toits à croupes en tuiles creuses. Une tour d'escalier circulaire demi-hors œuvre occupe le centre de la façade sud. Elle est défendue par des canonnières et possède encore les consoles d'une bretèche. Deux autres tours circulaires flanquent la façade nord. Dans l'appareil, alternent de gros et petits moellons. À droite de la tour d'escalier, les fenêtres sont partagées par un croisillon. Des corniches à modillons d'un type uniforme règnent à la base de toutes les toitures. L'ensemble doit dater de la fin du XVe siècle.
Le château, propriété privée, ne se visite pas.

## Historique

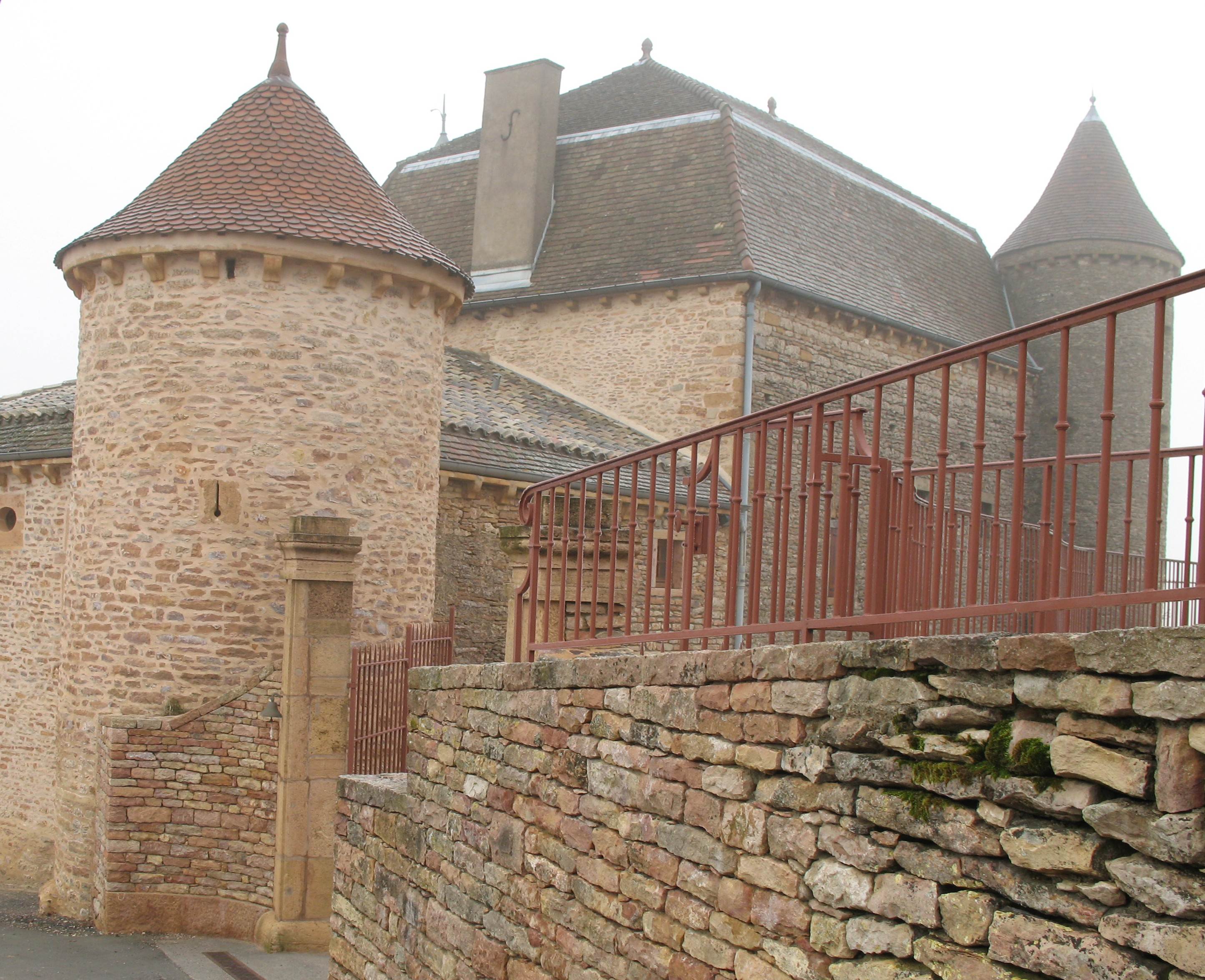
Le château de Pouilly.

- Xe siècle : le nom apparaît dans les textes dès cette époque
- 1673 : Jean de Macet, seigneur de Davayé, Pouilly et Solutré est le premier maître des lieux connu
- 1679 : dame Philippe de Testenoire, veuve d'Antoine Pollet, bourgeois de Mâcon, reprend le fief
- 1696 : la propriété passe à un autre Antoine Pollet, docteur en médecine à Mâcon
- 1728 : le fils du précédent, prénommé aussi Antoine, en hérite
- 1769 : la propriété échoit à Jeanne-Marie-Philippe Pollet, veuve de Hugues-Eustache Chanorier